# P/2011 JB15 Spacewatch-Boattini
P/2011 JB15 (Spacewatch-Boattini) è una cometa periodica coscoperta dall'astronomo italiano Andrea Boattini per il quale è la diciassettesima cometa scoperta o coscoperta. La cometa è stata inizialmente scoperta l'8 maggio 2011 da Spacewatch, ritenuta un asteroide e come tale catalogato, il 28 maggio 2011 è stata scoperta da Andrea Boattini che ha rilevato che in effetti era una cometa.